# Sektionalism
Inom nationell politik, är sektionalism ofta förstadiet till separatism.

## Definition
Sektionalism är lojalitet till de intressen som den egna regionen eller sektionen i landet har, istället för landet som helhet.